# Сеймик Силезского воеводства
Сеймик Силезского воеводства (пол. Sejmik Województwa Śląskiego) —представительный орган местного самоуправления Силезского воеводства Польши. Представляет собой однопалатный парламент, состоящий из 45 членов, избираемых во время региональных выборов на пятилетний срок.
Сеймик избирает из своего состава исполнительный совет, который выполняет функции коллективного исполнительного органа правительства воеводства во главе с маршалом воеводства.
Сеймик собирается в столице Силезского воеводства в Катовице.

## Избирательные округа
Депутаты Сеймика избираются от семи избирательных округов сроком на пять лет. Округа не имеют определённого названия, вместо этого у каждого есть номер и территориальное описание.
| Номер округа | Кол-во мандатов | Города на правах повята, входящие в округ                                     | Повяты, входящие в округ                           |
| ------------ | --------------- | ----------------------------------------------------------------------------- | -------------------------------------------------- |
| 1            | 7               | Бельско-Бяла                                                                  | Бельский, Цешинский, Живецкий                      |
| 2            | 6               | Катовице, Мысловице, Тыхы                                                     | Беруньско-Лендзинский, Пщинский                    |
| 3            | 7               | Ястшембе-Здруй, Рыбник, Жоры                                                  | Миколувский, Рацибужский, Рыбницкий, Водзиславский |
| 4            | 7               | Гливице, Бытом                                                                | Тарногурский, Люблинецкий, Гливицкий               |
| 5            | 6               | Хожув, Пекары-Слёнске, Руда-Слёнска, Семяновице-Слёнске, Свентохловице, Забже |                                                    |
| 6            | 5               | Ченстохова                                                                    | Ченстоховский, Клобуцкий, Мышкувский               |
| 7            | 7               | Домброва-Гурнича, Явожно, Сосновец                                            | Бендзинский, Заверценский                          |

## Состав

### I созыв (1998-2002)
| Партия | Партия                           | Количество мандатов | Количество мандатов |
| ------ | -------------------------------- | ------------------- | ------------------- |
|        | Союз демократических левых сил   | 31                  |                     |
|        | Избирательная Акция Солидарность | 31                  |                     |
|        | Союз свободы                     | 12                  |                     |
|        | Социальный Альянс                | 1                   |                     |
| Всего  | Всего                            | 75                  | 75                  |

### II созыв (2002-2006)
|  | Партия                                          | Количество мандатов |
|  | ----------------------------------------------- | ------------------- |
|  | Союз демократических левых сил — Уния труда     | 20                  |
|  | Гражданская платформа — Право и Справедливость  | 10                  |
|  | Лига польских семей                             | 7                   |
|  | Самооборона Республики Польша                   | 6                   |
|  | Сообщество самоуправления Силезского воеводства | 4                   |
|  | Союз самоуправления                             | 1                   |
|  | Всего                                           | 48                  |

### III созыв (2006-2010)
| Партия | Партия                   | Количество мандатов | Количество мандатов |
| ------ | ------------------------ | ------------------- | ------------------- |
|        | Гражданская платформа    | 21                  |                     |
|        | Право и Справедливость   | 16                  |                     |
|        | Левые и Демократы        | 8                   |                     |
|        | Польская народная партия | 3                   |                     |
| Всего  | Всего                    | 48                  | 48                  |

### IV созыв (2010-2014)
| Партия | Партия                         | Количество мандатов | Количество мандатов |
| ------ | ------------------------------ | ------------------- | ------------------- |
|        | Гражданская платформа          | 22                  |                     |
|        | Право и Справедливость         | 11                  |                     |
|        | Союз демократических левых сил | 10                  |                     |
|        | Движение за автономию Силезии  | 3                   |                     |
|        | Польская народная партия       | 2                   |                     |
| Всего  | Всего                          | 48                  | 48                  |

### V созыв (2014-2018)
| Партия | Партия                        | Количество мандатов | Количество мандатов |
| ------ | ----------------------------- | ------------------- | ------------------- |
|        | Гражданская платформа         | 17                  |                     |
|        | Право и Справедливость        | 16                  |                     |
|        | Польская народная партия      | 5                   |                     |
|        | Движение за автономию Силезии | 4                   |                     |
|        | SLD Левые вместе              | 3                   |                     |
| Всего  | Всего                         | 45                  | 45                  |

### VI созыв (2018-2023)
| Партия | Партия                         | Количество мандатов | Количество мандатов |
| ------ | ------------------------------ | ------------------- | ------------------- |
|        | Право и Справедливость         | 22                  |                     |
|        | Гражданская коалиция           | 20                  |                     |
|        | Союз демократических левых сил | 2                   |                     |
|        | Польская народная партия       | 1                   |                     |
| Всего  | Всего                          | 45                  | 45                  |